# Ислам в Океании

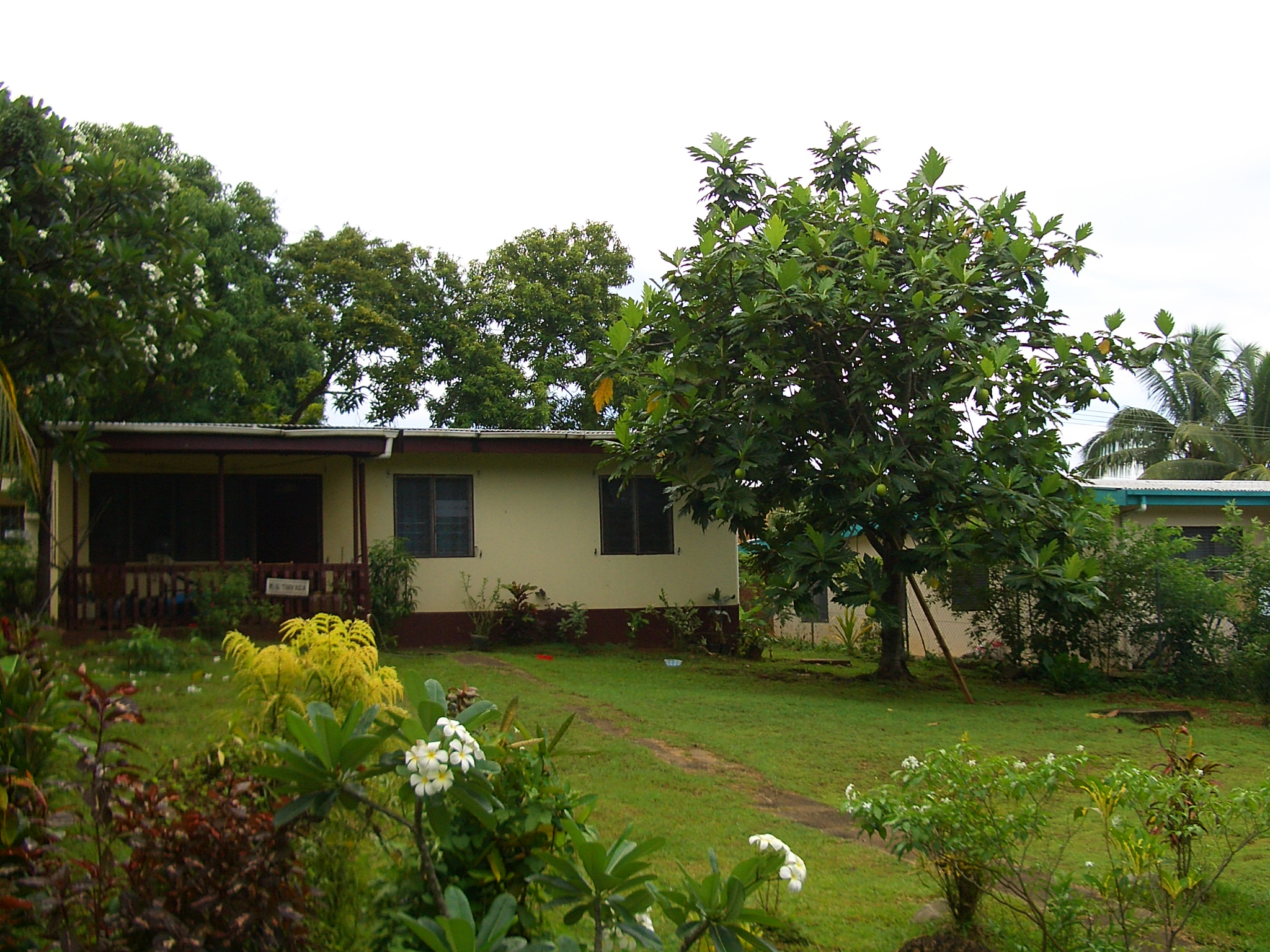

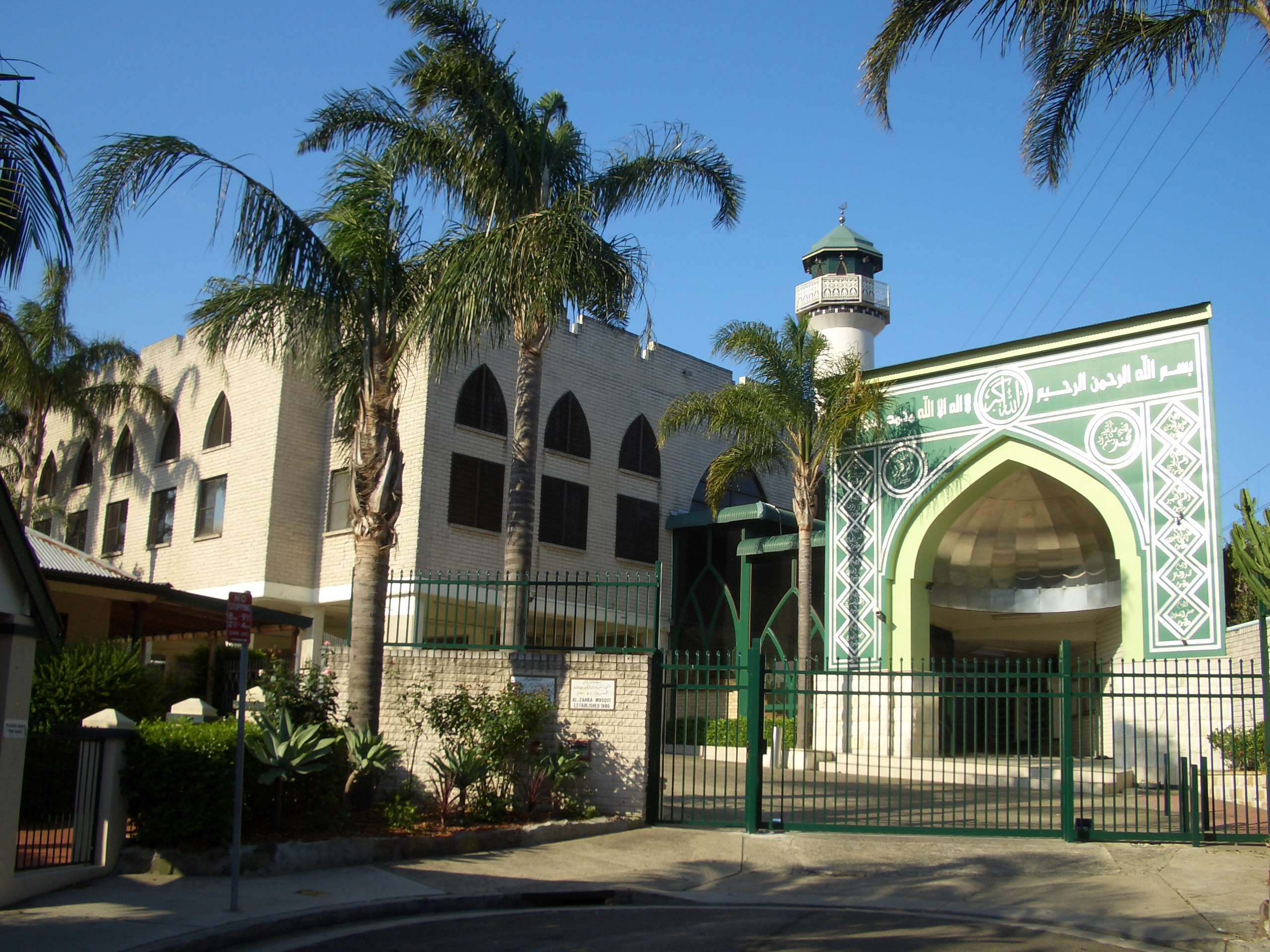
Мечеть в Сиднее

Ислам в Океании впервые был представлен населению региона в начале XVII века благодаря торговле жителей Папуа — Новой Гвинеи с купцами Малайской империи. На данный момент в Океании проживает 0,28 % мусульман.

## Численность
На данный момент в Океании проживает 0,28 % мусульман, и почти в каждом государстве региона имеется своя мусульманская община: 1,7 % мусульманского населения находится в Австралии, 0,90 % в Новой Зеландии, 6,27 % на Фиджи, 4,33 % в Новой Каледонии, 0,01 % на Соломоновых островах, 0,1 % в Вануату, 0,05 % в Тонга, а также небольшой процент в остальных странах.
Единственным государством в Океании, где представлена значительная часть мусульманского населения, является Фиджи. Финансирование со стороны мусульманских стран, прежде всего Саудовской Аравии, заключается в обеспечении условий для религиозного учения — установлении образовательных учреждений и другой социальной и культурной инфраструктуры, финансировании поездок мусульман из Фиджи в Мекку.

## История
Впервые ислам был представлен населению региона в начале XVII века благодаря торговле жителей Папуа — Новой Гвинеи с купцами Малайской империи. Второй волной исламского присутствия в Океании ознаменовался период XVIII—XIX веков. Например, первые мусульмане в Фиджи представляли собой индийских мигрантов, которые принимали участие в добыче сахарного тростника.
На сегодняшний день определяющую роль в распространении ислама в Океании играют малайзийские и саудовские организации, а также мусульмане Австралии, Новой Зеландии и Фиджи. Кроме того, на территории Меланезии существует тенденция к распространению исламской религии через жителей Африки, так как к ним жители стран прислушиваются с большим вниманием.

## Факторы
Существуют многочисленные факторы, связывающие исламскую культуру с Океанией.
- Сходство исламской системы с укладом жизни населения островов. В исламской религии решение со стороны управляющего органа является неоспоримым, что в социальной организации схоже с главными советами Меланезии. Понятие «око за око» принимается обеими культурами, в то время как христианское «подставь другую щеку» никогда не было принято во внимание, несмотря на сильное христианское влияние в регионе. Полигамия, разделение полов, то есть наличие отдельных структур для мужчин и женщин, кроме того, отсутствие четкого разделения между религиозной и светской властью в Океании также являются немаловажным фактором.
- Лёгкость вступления в религию — для того, чтобы стать полноценным мусульманином, надо прочитать основные догматы религии в присутствии других членов веры[4].
- Социальные проблемы стран Форума также используются как повод к расширению исламского влияния. Большая часть государств Океании изолирована от влияния извне и представляет собой настолько маленькие государства, что любое политическое влияние в них сразу становится заметным. Такие страны, как Папуа — Новая Гвинея, которая не входит в данный список, представляя собой страну с большим населением примерно в 5 млн человек и большим количеством городских агломераций, являются более подходящими государствами для распространения ваххабизма. На территории данных стран проживает немалое количество бедных или недовольных проводимой политикой людей. Последователи ваххабизма нередко используют данное обстоятельство, чтобы обвинить США и его союзников в лице Австралии и Новой Зеландии в проблемах региона. Среди мусульман достаточно распространена идея о вине западных стран в их судьбе, но в случае с развивающимися бедными странами данная мысль адаптируется под общие интересы[5].
- Другим мотивом для обращения населения островов в данную веру является утверждение со стороны исламских миссионеров, что переход к исламу возвратит их обычаи и привычки и приведёт к традиционному укладу жизни. Во многом жизнь населения островов регулируется сельскохозяйственной деятельностью, а также их религиозными обязанностями, что делает данный аргумент не менее привлекательным[4].